# Marciano Alí
Marciano George Alí – portorykański zapaśnik walczący w stylu klasycznym. Brązowy medalista mistrzostw panamerykańskich w 2020 i 2021 roku.